# Tomba Tarantola
Bei der Tomba Tarantola handelt es sich um ein ausgemaltes etruskisches Grab in der Monterozzi-Nekropole von Tarquinia in Latium aus der Zeit um 520 v. Chr. Das Grab, das 1904 im Bereich der Villa Tarantola entdeckt wurde, wonach es seinen Namen erhielt, ist heute verloren, der Giebel der Rückwand befindet sich im Museo archeologico nazionale in Florenz.
Die Grabanlage bestand aus einem Raum. Nur das Giebelfeld an der Rückwand war bemalt und zeigt vier liegende Männer bei einem Gelage.
Die Dekorationen der Tomba Tarantola, Tomba degli Auguri, Tomba delle Olimpiadi, Tomba del Morto, Tomba delle Iscrizioni und Tomba 5898 sind vielleicht von derselben Werkstatt ausgemalt worden. Die Malereien dieser Gräber zeigen ionischen oder phokäischen Einfluss. Bemerkenswert sind die Inschriften in einigen anderen Gräbern der Gruppe, die sonst in etruskischen Malereien der archaischen Periode nicht belegt sind, sowie die Abwesenheit von Frauen in verschiedenen Gräbern der Gruppe.